# Viking Eggeling

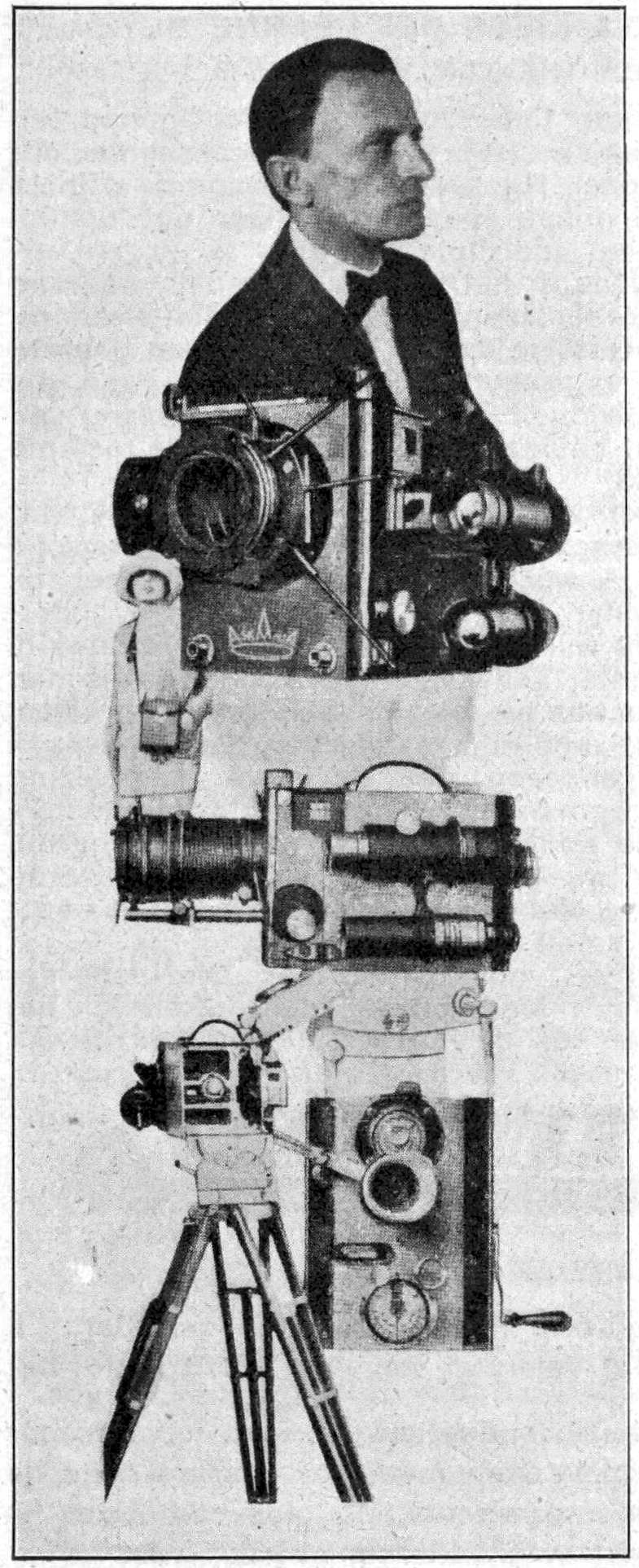
Viking Eggeling, 1924

Helmuth Viking Eggeling (Lund, 21 oktober 1880 - Berlijn, 19 mei 1925) was een Zweedse kunstenaar en cineast. Hij was een van de pioniers van de abstracte film.

## Levensloop

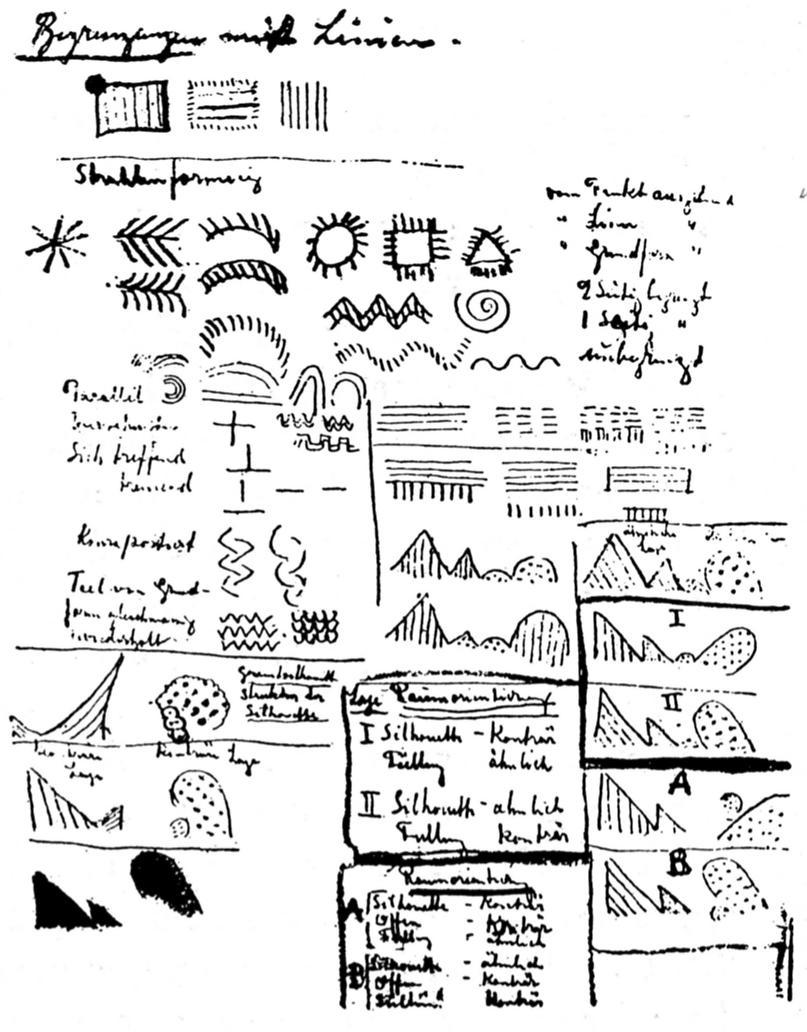
Materiaal voor de Generalbass der Malerei. 1918.

Eggeling emigreerde in 1897 naar Duitsland. In 1911 woonde en werkte hij in Parijs, waar hij, onder anderen Amedeo Modigliani, Hans Arp en Friederick John Kiesler ontmoette. Toen tijdens de Eerste Wereldoorlog Parijs dreigde belegerd te worden, verhuisde hij in 1915 naar Zürich in het neutrale Zwitserland. Hier begon hij met het gedetailleerd ontleden van de elementen waaruit de schilderkunst is opgebouwd, vergelijkbaar met de manier waarop leden van de Nederlandse De Stijl-groep op dat moment de schilderkunst reduceerden tot de 'beeldingsmiddelen' vlak, lijn en kleur (zie nieuwe beelding). Eggeling vond echter een hele reeks van typologische elementen. Dit register van beeldelementen noemde hij de Generalbass der Malerei (Basso continuo van de schilderkunst). Met deze Generalbass maakte hij zijn eerste 'orchestraties', een concept dat voor het eerst gebruikt werd door Gauguin om kleurcomposities mee aan te duiden. Het benaderen van de schilderkunst vanuit de muziek was voor Eggeling niet vreemd. Hij kwam immers uit een muzikale familie. Hij begon een 'orchestratie' met het meest elementaire pictorale element, de lijn, gevolgd een reeks vooraf vastgelegde vormen. Deze vormen liet hij zo met elkaar 'communiceren' door ze te rangschikken in contrapuntische paren van tegenovergestelden, die elkaar óf afstoten, óf aantrekken.

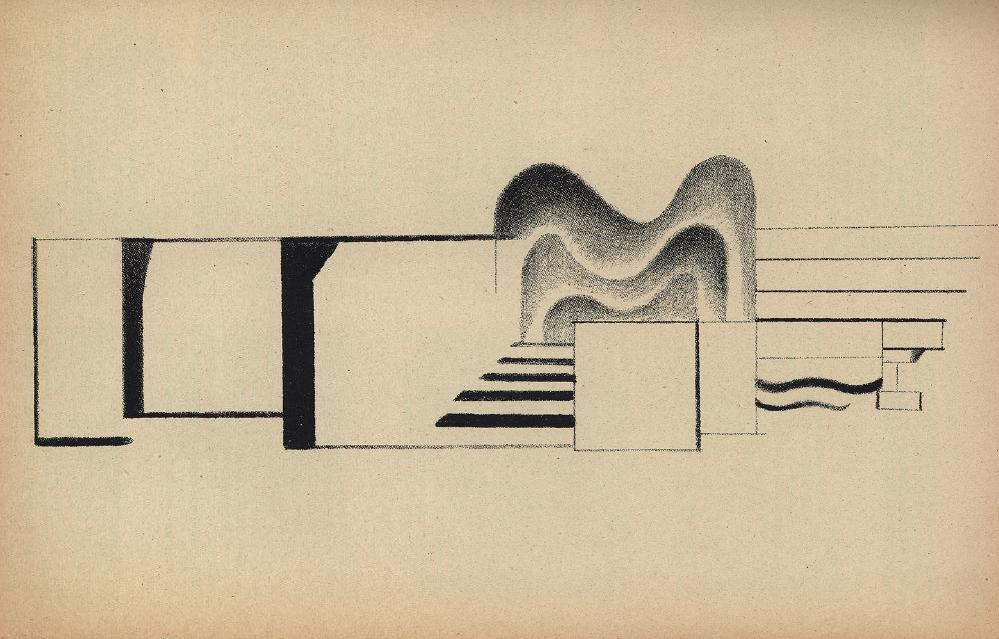
Orchestration de la ligne. 1918.

Begin 1918 stelde Dada-voorman Tristan Tzara hem voor aan de Duitse kunstenaar Hans Richter aan wie hij een tekening van zijn Generalbass liet zien. Richter, die ook over enige muziekkennis beschikte, begreep het idee erachter meteen. Net als Richter en andere dadaïsten probeerde Eggeling met zijn ontleding de bestaande schilderkunst te vernietigen om een nieuwe op te bouwen. Eggeling gaf hem een tekening, die hij later weer terugvroeg en aan Hans Arp gaf, die hem op zijn beurt doorgaf aan Tzara, die hem vervolgens in mei 1919 publiceerde in het tijdschrift Dada. Richter nodigde hem uit in zijn atelier, waar hij hem een van zijn schilderijen gaf. Ook schilderde Richter in zijn bijzijn in nog geen uur een doek. Eggeling verbaasde zich erover dat iemand zonder nauwkeurige voorafgaande analyse en voorbereiding in zo'n korte tijd een kunstwerk kon maken. Eggeling had een rotsvast geloof in de kunst. Tijdens een grote door Tzara georganiseerde dadaïstische soiree op 9 april 1919 in de Saal zur Kaufleuten in Zürich hield hij een zeer serieuze gastrede over elementaire Gestaltung (beelding) en abstracte kunst.

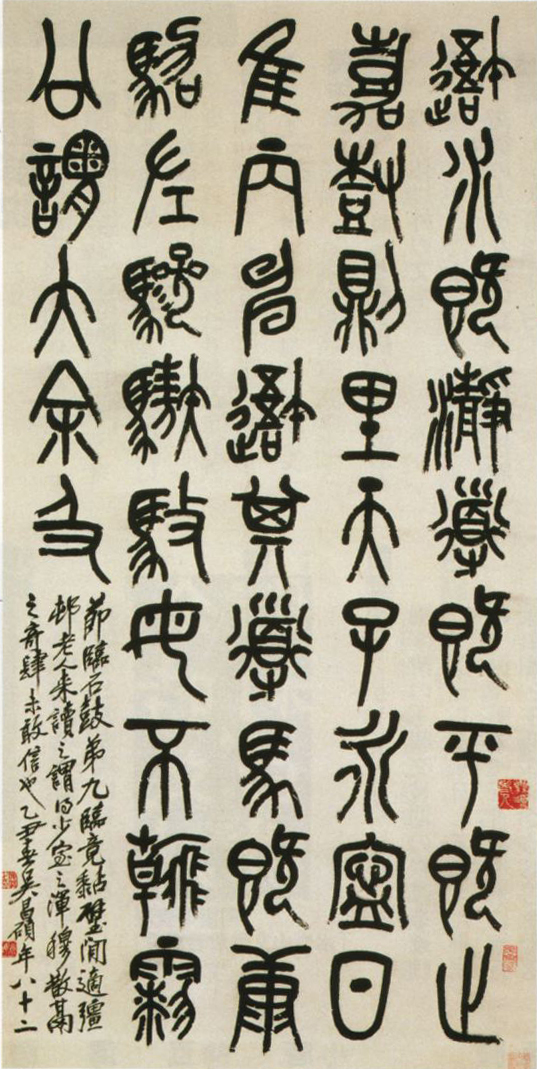
Wu Chang Shi. Kalligrafie. 1926. Tokio, Nationaal Museum.

Zijn vriendschap met Richter zorgde ervoor dat de ouders van Richter hen in 1919 uitnodigden op hun landgoed in Klein-Kölzig, een Oost-Duits gehucht bij het stadje Forst. Daar werkten zij drie jaar samen, ieder aan eigen projecten. Ze maakten duizenden tekeningen van ingewikkelde ritmische reeksen opgebouwd uit eenvoudige vormen gebaseerd op Eggelings Generalbass der Malerei. Deze reeksen werden echte zo lang dat het onmogelijk was het geheel in één oogopslag op te nemen, waardoor ze zichzelf en de toeschouwer dwongen, de afzonderlijke beeldelementen een voor een te lezen als een stripverhaal. Studie naar Chinese kalligrafie zorgde voor een betere oplossing: de rol. Al in 1919 brachten ze hun eerste tekeningen voort op rollen van 5 bij 50 cm. Eggelings eerste rol heette Horizontal-Vertikal-Messe (Horizontaal-Verticaal-Mis) en die van Richter Präludium (Prelude). Terwijl deze zich 'ontrolden' ontwikkelde zich het formele thema in een bepaalde tijd, vergelijkbaar met de tijd die in de muziek nodig is een fuga te lezen. In 1920 begonnen ze hun eerste filmexperimenten, gebaseerd op de suggestie van beweging in de tekeningen op deze rollen. Hoewel ze voortkwamen uit hetzelfde idee, waren de resultaten hiervan, Eggelings Horizontal-Vertikalorchester en Richters Rythmus 21, zeer verschillend. Eggeling ging uit van de lijn en Richter van het vlak. Eggeling 'orchestreerde' zijn vormen, terwijl Richter uitsluitend tijd probeerde uit te drukken in tempi en ritme.

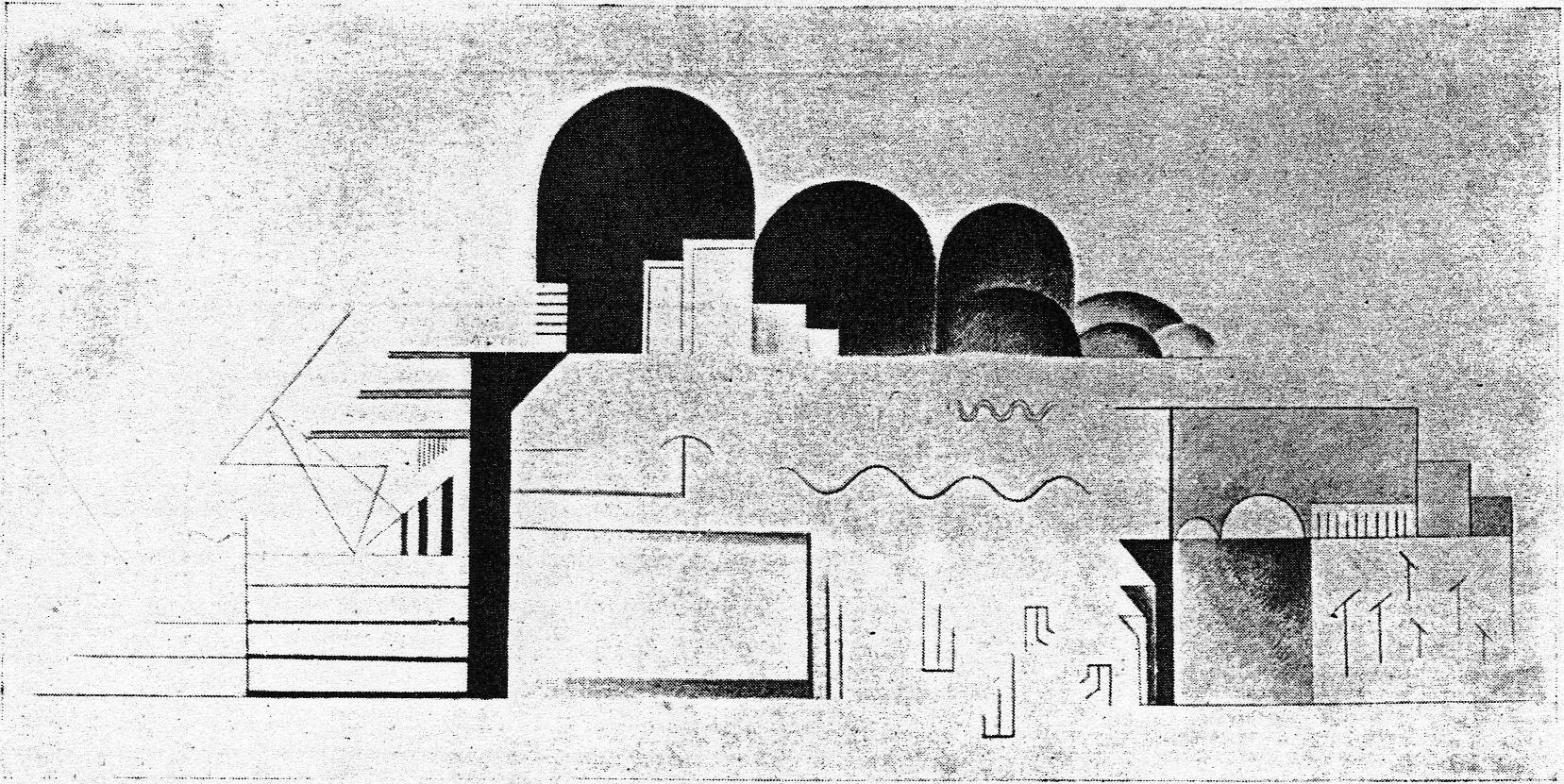
Fragment. Z.j. Afkomstig uit De Stijl, 4e jaargang, nr. 5 (mei 1921): p. 74.

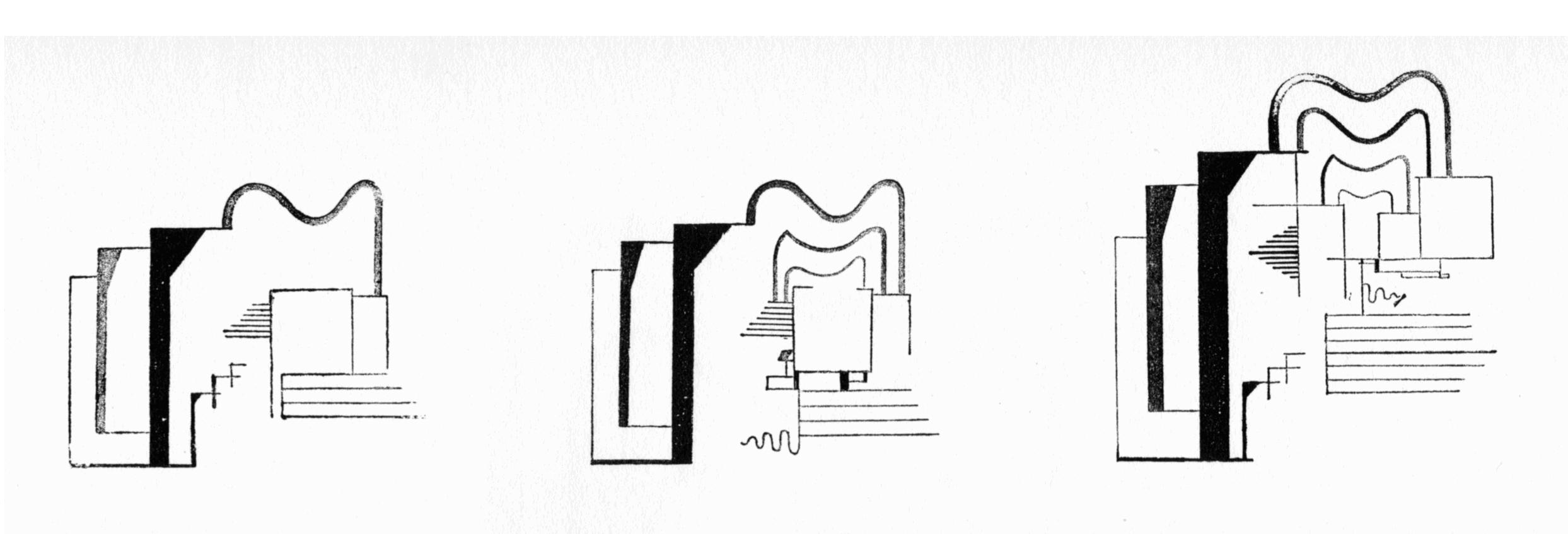
Fragmenten van de Horizontal-Vertikalorchester. Z.j. Afkomstig uit De Stijl, 4e jaargang, nr. 7 (juli 1921).

Eind december 1920 reisde de Nederlandse kunstcriticus Theo van Doesburg naar ‘de Nieder-Lausitz’ af om hun experimenten te bekijken en schreef hierover vervolgens het artikel ‘Abstracte filmbeelding’ in het tijdschrift De Stijl. De film, die Van Doesburg in december 1920 zag, was een animatie, die bestond uit beelden van 300 composities in zwart, wit en grijs, die door het licht van de filmprojector op het witte doek ‘getekend’ werden. Omdat deze met de hand getekende composities op een doek van 10 bij 6 meter geprojecteerd werden, verraadden ze echter ‘elke zwakheid van de menschelijke hand’ en maakten, volgens Van Doesburg, een onbeholpen indruk. Maar, voegt Van Doesburg eraan toe, ‘daar Duitschland te arm is om deze kunst industrieel te maken zal ’n ander land (en daarvoor is Holland met zijn hooge valuta het aangewezen land) ’n Bayreuth van de nieuwe filmbeelding industrieel, alzoo financieel mogelijk moeten maken’. In een later nummer van dat tijdschrift publiceerde hij ook fragmenten van Eggelings Horizontal-vertikalorchester.
In 1921 vestigde Eggeling zich in Berlijn, waar hij, ondersteund door de Ufa, verder werkte aan zijn Horizontal-vertikalorchester, die hij in 1923 voor het eerst liet zien, maar nu verdwenen is. In 1924 voltooide hij zijn Diagonale Symphonie, die gebaseerd was op zijn tweede roltekening. Eggeling overleed op 44-jarige leeftijd aan een hartstilstand.

## Typering
Hans Richter omschreef Eggeling als een potig ventje van gemiddeld gewicht met een adelaarsneus en helderblauwe ogen als die van een Viking. Hij paste zijn theorie van tegenovergesteldheid en gelijkwaardigheid ook toe in het dagelijks leven. Zo at hij nooit eieren en melk in één maaltijd, omdat beiden te 'analoog' zouden zijn.

## Films
- Diagonal symphonie [versie 1]. 1921.
- Diagonal symphonie [versie 2]. 1924.

## Monografie
- Louise O’Konor. Viking Eggeling 1880-1925. Artist and film-maker, life and work. Stockholm: Almqvist & Wikswell, 1971.